# Stars in Shadow
Stars in Shadow est un jeu vidéo 4X développé par Ashdar Games et édité par Iceberg Interactive, sorti en 2016 sur Windows.

## Accueil
- Canard PC : 7/10[1]